# Vriesea procera
Vriesea procera är en gräsväxtart som först beskrevs av Carl Friedrich Philipp von Martius, Schult. och Julius Hermann Schultes, och fick sitt nu gällande namn av Marx Carl Ludwig Ludewig Wittmack. Vriesea procera ingår i släktet Vriesea och familjen Bromeliaceae.

## Underarter
Arten delas in i följande underarter:
- V. p. debilis
- V. p. procera
- V. p. rubra
- V. p. tenuis